# Irai
Irai é uma comuna francesa na região administrativa da Normandia, no departamento Orne. Estende-se por uma área de 14,72 km². Em 2010 a comuna tinha 632 habitantes (densidade: 42,9 hab./km²).